# Trey Cunningham
Trey Cunningham (ur. 26 sierpnia 1998) – amerykański lekkoatleta specjalizujący się w sprinterskich biegach przez płotki.
W 2022 zdobył srebrny medal w biegu na 100 metrów przez płotki podczas mistrzostw świata w Eugene.
Medalista mistrzostw USA. Wielokrotnie stawał na najwyższym stopniu podium mistrzostw NCAA.

## Osiągnięcia
| Rok  | Impreza                   | Miejsce | Konkurencja                     | Lokata     | Wynik |
| ---- | ------------------------- | ------- | ------------------------------- | ---------- | ----- |
| 2022 | Mistrzostwa świata        | Eugene  | bieg na 110 metrów przez płotki | 2. miejsce | 13,08 |
| 2024 | Halowe mistrzostwa świata | Glasgow | bieg na 60 metrów przez płotki  | 6. miejsce | 7,53  |

## Rekordy życiowe
- bieg na 60 metrów przez płotki (hala) – 7,38 (12 marca 2022, Birmingham)
- bieg na 110 metrów przez płotki – 13,00 (10 czerwca 2022, Eugene oraz 3 maja 2025, Miramar)

Do zawodnika należy także halowy rekord świata juniorów w biegu na 60 metrów przez płotki o wysokości 99 cm (7,40 w 2017).